# Черный, Йозеф
Йозеф Черны (чеш. Josef Černý, 18 октября 1939[…], Рожмиталь-под-Тршемшинем[…] — 24 июля 2025, Брно) — чехословацкий хоккеист, нападающий, серебряный призёр Олимпийских игр 1968 года, бронзовый призёр Олимпийских игр 1964 года и 1972 года, десятикратный призёр чемпионатов мира, семикратный чемпион Чехословакии.

## Биография
Йозеф Черны начал игровую карьеру в 1957 году в команде «Шкода Пльзень». В 1958 году перешёл в клуб «Руда Гвезда Брно», в котором провёл 20 лет. За это время он стал семикратным чемпионом Чехословакии, четырёхкратным серебряным и двукратным бронзовым призёром чехословацкой лиги, а также три раза выигрывал кубок европейских чемпионов. Завершил карьеру в 1979 году, последний сезон играл за австрийский «Грац».
С 1959 по 1972 год выступал за сборную Чехословакии. В составе сборной становился серебряным призёром Олимпийских игр 1968 года в Гренобле, бронзовым призёром Олимпийских игр 1964 года в Инсбруке и 1972 года в Саппоро, чемпионом Европы 1961 и 1971 года, а также 10 раз завоёвывал медали чемпионатов мира (по 5 серебряных и бронзовых наград).
После окончания игровой карьеры стал тренером. С 1979 по 2002 год тренировал австрийские и чешские команды.
В 2007 году Йозеф Черны был принят в зал хоккейной славы ИИХФ.
4 ноября 2008 года введён в зал славы чешского хоккея.
Умер от пневмонии в Брно 24 июля 2025 года в возрасте 85 лет.

## Достижения

### Командные
- Серебряный призёр Олимпийских игр 1968
- Бронзовый призёр Олимпийских игр 1964 и 1972
- Серебряный призёр чемпионатов мира 1961 и 1971
- Серебряный призер чемпионата мира и Европы 1965, 1966 и 1968

- Чемпион Европы 1961 и 1971
- Серебряный призер чемпионата Европы 1959 и 1960
- Бронзовый призер чемпионата мира 1959
- Бронзовый призер чемпионата мира и Европы 1963, 1964, 1969 и 1970
- Бронзовый призер чемпионата Европы 1967
- Трёхкратный обладатель кубка европейских чемпионов 1966—1968
- Семикратный чемпион Чехословакии 1960—1966
- Серебряный призёр чемпионатов Чехословакии 1959, 1968, 1969 и 1971
- Бронзовый призёр чемпионата Чехословакии 1967 и 1970

### Личные
- Лучший бомбардир чемпионата Чехословакии 1964 (56 очков)
- Лучший снайпер чемпионата Чехословакии 1964 (44 шайбы) и 1970 (32 шайбы)
- Член зала хоккейной славы ИИХФ (с 2007 г.)
- Член зала славы чешского хоккея (с 04.11.2008 г.)[7]

## Статистика
- Чемпионат Чехословакии — 686 игр, 403 шайбы
- Сборная Чехословакии — 210 игр, 75 шайб[8]
- Чемпионат Австрии — 32 игры, 12 шайб, 21 передача
- Всего за карьеру — 928 игр, 490 шайб